# Parsifal (film, 1982)
Pour les articles homonymes, voir Parsifal (homonymie).
Pour plus de détails, voir Fiche technique et Distribution.
Parsifal est un film-opéra franco-ouest-allemand réalisé par Hans-Jürgen Syberberg, basé sur l'opéra éponyme de Richard Wagner. Il a été présenté hors compétition au Festival de Cannes 1982.
La bande son est constituée d'un enregistrement complet de l'opéra. Le film mélange costumes médiévaux, marionnettes, drapeaux germaniques et un masque mortuaire de Richard Wagner. Le Graal lui-même est représenté par le Palais des festivals de Bayreuth construit par Wagner. L'évolution du personnage de Parsifal est symbolisée par le remplacement de l'acteur par une actrice à l'acte II de manière à effectuer une union du masculin et du féminin.

## Fiche technique
- Photographie : Igor Luther

## Distribution
- Armin Jordan : Amfortas / chef d'orchestre
- Robert Lloyd : Gurnemanz
- Martin Sperr : Titurel
- Michael Kutter : Parsifal 1
- Edith Clever : Kundry
- Thomas Fink : deuxième écuyer
- Rudolph Gabler : premier chevalier du Graal
- Monika Gärtner : premier écuyer
- Reiner Goldberg : Parsifal (chant)
- Aage Haugland : Klingsor
- Karin Krick : Parsifal 2
- David Luther : Parsifal jeune
- David Meyer : troisième écuyer
- Yvonne Minton : Kundry (chant)
- Bruno Romani-Versteeg : troisième chevalier du Graal
- Judith Schmidt : quatrième Squire
- Wolfgang Schöne : Amfortas (chant)
- Amelie Syberberg : porteuse du Graal
- Urbain von Klebelsberg : deuxième chevalier du Graal

## Production
Avant de tourner Parsifal, Hans-Jürgen Syberberg avait déjà fait trois films abordant la figure et l'œuvre de Richard Wagner : Ludwig, requiem pour un roi vierge en 1972, le documentaire Winifred Wagner und die Geschichte des Hauses Wahnfried  en 1975 et Hitler : un film d'Allemagne en 1977. Winifred Wagner und die Geschichte des Hauses Wahnfried avait contrarié les descendants de Wagner, ce qui a eu pour effet que Syberberg n'était pas autorisé à utiliser d'enregistrement préexistant de l'opéra pour la bande son de son Parsifal. Un enregistrement a été spécialement réalisé pour le film avec Armin Jordan comme chef d'orchestre. Le film a été entièrement tourné en studio en 35 jours, aux studios Bavaria Atelier à Munich. Le budget a tout juste dépassé les trois millions de deutsche Mark.

## Référence artistique
- Le Jardin des délices de Jérôme Bosch